# Soulside Journey
Soulside Journey — дебютний студійний альбом норвезького метал-гурту Darkthrone, що вийшов у 1991 році.

## Про альбом
Перший тираж (1991 рік) був оформлений у вигляді диска червоного кольору, білого логотипу гурту, двосторінковий буклет без лірики. Другий тираж альбому (1991 рік) було реалізовано у вигляді диска чорного кольору, срібного логотипу гурту на обкладинці, двосторінкового буклету з лірикою. У 2001 році альбом був перевиданий у форматі Jewel Case. У 2003 році альбом був також перевиданий і ремастований з бонусом у вигляді інтерв'ю. Picture Disc версія альбому була лімітована в 1000 примірників.

## Список композицій
| #     | Назва                            | Тривалість |
| ----- | -------------------------------- | ---------- |
| 1.    | «Cromlech»                       | 04:11      |
| 2.    | «Sunrise over Locus Mortis»      | 03:31      |
| 3.    | «Soulside Journey»               | 04:36      |
| 4.    | «Accumulation of Generalization» | 03:17      |
| 5.    | «Neptune Towers»                 | 03:15      |
| 6.    | «Sempiternal Sepulchrality»      | 03:32      |
| 7.    | «Grave with a View»              | 03:27      |
| 8.    | «Iconoclasm Sweeps Cappadocia»   | 04:00      |
| 9.    | «Nor the Silent Whispers»        | 03:18      |
| 10.   | «The Watchtower»                 | 04:58      |
| 11.   | «Eon»                            | 03:39      |
| 41:44 |                                  |            |

## Учасники запису
- Гюльве Нагелль (він же Fenriz ) — ударні
- Dag Nilsen — бас
- Ivar Enger (Zephyrous) — ритм-гітара
- Ted Skjellum (Nocturno Culto) — провідна гітара та вокал